# Сказки для Идиотов
Сказки для Идиотов — сборник сатирических рассказов Бориса Акунина, выпущенный в 2000 году издательством GIF. В 2002 году переиздан издательствами Нева и Олма-Пресс, с иллюстрациями Виктора Богорада.
В книге пародируются актуальные события, современные звёзды кино и телевидения, политические деятели. Действие всех рассказов перенесено в альтернативную реальность, где не было революции и прочих социальных потрясений начала XX века, зато присутствуют все современные технологии, или где Вторую Мировую войну развязали евреи и одержали в ней победу, а русские превратились в угнетаемую нацию.
Рассказы, вошедшие в сборник:
- Страсть и долг — рассказ о моральном падении действительного статского советника Курятникова и немедленной расплате, которая за этим последовала.
- Невольник чести — трагическая история телеведущего, вынужденного поступиться честью, чтобы не пострадал его могущественный покровитель.
- Восток и Запад — красивая сказка о самоотверженном премьер-министре, который предложил чеченским террористам свою жизнь в обмен на жизни заложников.
- Тефаль, ты думаешь о нас — совсем уж невероятная история о том, как инопланетяне меняют привычный нам облик Москвы, чтобы подготовить своё вторжение.
- Спаситель отечества — рассказ о человеке, задумавшем развалить кровавый режим изнутри.
- PTSD — страшная история о генерале, которому приходится лечиться от спонтанных проявлений антисемитизма.
- Дары Лимузины — рождественская сказочка о фее и олигархе.
- Проблема 2000 — «типа святочный рассказ», как охарактеризовал это произведение сам автор[2]. Фантастическая история о путешествии двух людей во времени и пространстве. Этот рассказ, кроме печатной версии, был выпущен в версии для мобильных телефонов.

## Отзывы и критика
На самом деле рассказы, круто замешенные на актуальных эмоциях. Ненависти к богатым, к рекламе, к политикам и политике. Сказочная форма ненависть эту, конечно, тушит, но ощущение злободневности остается. Под идиотами, что греха таить, политкорректный Акунин имеет в виду нас, грешных. Под сказкой — новую русскую реальность, от которой никуда не уйти. — Ян Шенкман